# Жовтневий район (Ростов-на-Дону)
Жовтневий район (рос. Октябрьский район) Ростова-на-Дону був заснований у серпні 1937 року.
Межує з Радянським, Ленінським, Кіровським і Ворошиловським районами міста і Мясниковський районом Ростовської області. Займає площу 49,5 км².

## Населення
Чисельність населення становить 153,8 тис. осіб, щільність населення 3469 чол. на км ².
За національним складом населення: російських — 86%, українців — 5%, вірмен — 3%, білорусів — 1%, інших національностей — 5%.
За соціальним становищем: працююче населення — 77 528 чол., Пенсіонери — 35 639 чол. (у тому числі досягли 100-річного віку — 3 чол.), діти до 7 років — 7202 чол., учнів — 17 137 чол., студентів — 14 134 чол., інвалідів працездатного віку — 3; 104 чол. (у тому числі працюючих — 944 чол.), безробітних, які перебувають на обліку в центрі зайнятості — 969 чол.

## Наука та освіта
- 6 науково-дослідних інститутів, два з яких — «СевкавНІПІагропром» і «НДІ акушерства і педіатрії» здійснюють свою діяльність на всій території півдня Росії;
- 3 вищих навчальних заклади, де навчаються 13831 студент денного відділення, у тому числі іноземних — 121 чол.
- 2 технікуму — 1099 учнів
- 3 училища — 1417 учнів
- 3 ПУ — 1405 учнів
- 16 загальноосвітніх шкіл — 11 799 учнів (у тому числі-одна школа-інтернат)
- 2 гімназії — 938 учнів
- 27 дошкільних установ — 3363 дітей

## Лікувально-профілактичні установи
- Лікарня — 1 (БДСМП — 1) на 1250 місць
- Поліклінік — 6 на 2400 відвідувань у зміну, у тому числі 3 дитячих на 700 відвідувань у зміну
- Аптек та аптечних пунктів і павільйонів — 82
- 2 санаторію («Надія» та «Ростовський») і 2 профілакторію (при ДДТУ І РГУПС)

## Культура і спорт
- Бібліотек — 8 із загальним книжковим фондом 391 тисяч примірників
- Клубів і палаців культури — 3 на 1950 посадочних місць
- Плавальних басейнів — 5
- Спортзалів — 30
- Стадіонів — 1
- Дитячих майданчиків — 108 (у тому числі дворових — 84, шкільних — 24)
- Стрілецькі тири — 3

## Відпочинок і визначні
- Ростовський зоопарк — входить до трійки найбільших зоопарків Росії. У його колекції міститься 450 видів тварин, 102 з яких занесені до «Червоної книги»
- Парків — 3
- Скверів та студентських парків відпочинку — 6
- База відпочинку РНІІРС
- У 1993 році реконструйований і знову діє Іверський жіночий монастир, заснований в 1903 році
- Католицький костел у сквері ім. Чуковського
- Пам'ятників і пам'ятних знаків — 12
- Меморіальних дощок — 10